# Elecciones parlamentarias de Chile de 1941
En las elecciones parlamentarias de 1941, correspondientes al período 1941-1945, se eligieron 147 diputados y se renovaron 20 de los 45 senadores, correspondiendo la elección senatorial en las provincias de Atacama y Coquimbo; Santiago; Curicó, Talca, Linares y Maule; y Biobío, Malleco y Cautín.
Semanas antes de la elección el Frente Popular se disolvió, por lo que cada partido que aún respaldaba al gobierno de Pedro Aguirre Cerda se presentó por separado. El Partido Comunista estaba ilegalizado producto de la Ley de Seguridad Interior del Estado, dictada por el presidente Arturo Alessandri Palma, por lo que se presentó bajo el nombre de Partido Progresista Nacional.
Por otro lado, en estas elecciones debutó como partido la Falange Nacional, movimiento socialcristiano que se separó del Partido Conservador. Logró la elección de tres diputados.

## Elección de laCámara de Diputados

### Resultados
| Partido                            | Sigla                  | Votos   | %?      | Dip.? | %?      | ± %?    |
| ---------------------------------- | ---------------------- | ------- | ------- | ----- | ------- | ------- |
| Partido Radical                    | PR                     | 93 419  | 20,75 % | 42    | 28,57 % | 2,09 %  |
| Partido Socialista                 | PS                     | 80 377  | 17,85 % | 17    | 11,56 % | 6,68 %  |
| Partido Conservador                | PCon                   | 77 243  | 17,16 % | 32    | 21,77 % | -4,15 % |
| Partido Liberal                    | PL                     | 60 997  | 13,55 % | 21    | 14,29 % | -7,19 % |
| Partido Progresista Nacional       | PPN                    | 53 144  | 11,80 % | 16    | 10,88 % | 7,64 %  |
| Partido Democrático                | PDo                    | 19 202  | 4,26 %  | 6     | 4,08 %  |         |
| Falange Nacional                   | FN                     | 15 553  | 3,45 %  | 3     | 2,04 %  |         |
| Partido Socialista de Trabajadores | PST                    | 12 527  | 2,78 %  | 1     | 0,68 %  |         |
| Vanguardia Popular Socialista      | VPS                    | 11 175  | 2,48 %  | 2     | 1,36 %  |         |
| Partido Agrario                    | PA                     | 7723    | 1,72 %  | 3     | 2,04 %  |         |
| Partido Demócrata                  | PDa                    | 6389    | 1,42 %  | 2     | 1,36 %  |         |
| Partido Radical Socialista         | PRS                    | 5076    | 1,13 %  | 1     | 0,68 %  |         |
| Alianza Popular Libertadora        | APL                    | 4389    | 0,97 %  | 1     | 0,68 %  |         |
| Partido Laborista                  | PLa                    | 1455    | 0,32 %  | 0     | 0,00 %  |         |
| Partido Regionalista de Magallanes | PRM                    | 1058    | 0,23 %  | 0     | 0,00 %  |         |
| Partido Radical Socialista Obrero  | PRSO                   | 456     | 0,10 %  | 0     | 0,00 %  |         |
| Partido Laborista Proletario       | PLPr                   | 65      | 0,01 %  | 0     | 0,00 %  |         |
| Total de votos válidos             | Total de votos válidos | 450 248 | 100 %   |       |         |         |

### Listado de diputados 1941-1945
| Departamentos                                      | N.º | Diputado                          | Partido |
| -------------------------------------------------- | --- | --------------------------------- | ------- |
| Arica Iquique Pisagua                              | 1   | Ricardo Fonseca Agüayo            | PPN     |
| Arica Iquique Pisagua                              | 2   | Ángel Veas Alcayaga               | PPN     |
| Arica Iquique Pisagua                              | 3   | Carlos Morales San Martín         | PR      |
| Arica Iquique Pisagua                              | 4   | Radomiro Tomic Romero             | FN      |
| Antofagasta El Loa Tocopilla Taltal                | 5   | Máximo Venegas Sepúlveda          | PDo     |
| Antofagasta El Loa Tocopilla Taltal                | 6   | Juan Guerra Guerra                | PPN     |
| Antofagasta El Loa Tocopilla Taltal                | 7   | José Celestino Díaz Iturrieta     | PPN     |
| Antofagasta El Loa Tocopilla Taltal                | 8   | Alfredo Astudillo Sieman          | PPN     |
| Antofagasta El Loa Tocopilla Taltal                | 9   | Pedro Opitz Velásquez             | PR      |
| Antofagasta El Loa Tocopilla Taltal                | 10  | Fernando Cisterna Ortiz           | PR      |
| Antofagasta El Loa Tocopilla Taltal                | 11  | Vicente Ruiz Mondaca              | PS      |
| Chañaral-Copiapó Freirina-Huasco                   | 12  | Carlos Melej Nazar                | PR      |
| Chañaral-Copiapó Freirina-Huasco                   | 13  | Carlos Roberto Martínez           | PR      |
| La Serena Coquimbo Elqui Ovalle Combarbalá Illapel | 14  | Gustavo Olivares Faúndez          | PR      |
| La Serena Coquimbo Elqui Ovalle Combarbalá Illapel | 15  | Julio Pinto Riquelme              | PR      |
| La Serena Coquimbo Elqui Ovalle Combarbalá Illapel | 16  | Jorge Salamanca Valdivia          | PR      |
| La Serena Coquimbo Elqui Ovalle Combarbalá Illapel | 17  | Hugo Alejandro Zepeda Barrios     | PL      |
| La Serena Coquimbo Elqui Ovalle Combarbalá Illapel | 18  | Raúl Marín Balmaceda              | PL      |
| La Serena Coquimbo Elqui Ovalle Combarbalá Illapel | 19  | Humberto Abarca Cabrera           | PPN     |
| La Serena Coquimbo Elqui Ovalle Combarbalá Illapel | 20  | Estenio Meza Castillo             | PS      |
| Petorca San Felipe Los Andes                       | 21  | Alfredo Rosende Verdugo           | PR      |
| Petorca San Felipe Los Andes                       | 22  | Alfredo Cerda Jaraquemada         | PCon    |
| Petorca San Felipe Los Andes                       | 23  | Marcelo Pizarro Herrera           | PL      |
| Valparaíso Casablanca Quillota Limache             | 24  | Alberto Ceardi Ferrer             | FN      |
| Valparaíso Casablanca Quillota Limache             | 25  | Francisco Palma Sanguinetti       | PCon    |
| Valparaíso Casablanca Quillota Limache             | 26  | Hernán Somavía Asquet             | PCon    |
| Valparaíso Casablanca Quillota Limache             | 27  | Alfredo Silva Carvallo            | PCon    |
| Valparaíso Casablanca Quillota Limache             | 28  | Eduardo Pompeyo Moore Montero     | PL      |
| Valparaíso Casablanca Quillota Limache             | 29  | Pedro Poklepovic Novillo          | PL      |
| Valparaíso Casablanca Quillota Limache             | 30  | Alfredo Escobar Zamora            | PPN     |
| Valparaíso Casablanca Quillota Limache             | 31  | Juan Chacón Corona                | PPN     |
| Valparaíso Casablanca Quillota Limache             | 32  | Luis Bossay Leiva                 | PR      |
| Valparaíso Casablanca Quillota Limache             | 33  | Ismael Carrasco Rábago            | PR      |
| Valparaíso Casablanca Quillota Limache             | 34  | Bernardo Ibáñez Águila            | PS      |
| Valparaíso Casablanca Quillota Limache             | 35  | Vasco Valdebenito García          | PS      |
| 1.er. Distrito Metropolitano: Santiago             | 36  | Manuel Antonio Garretón Walker    | FN      |
| 1.er. Distrito Metropolitano: Santiago             | 37  | Juan Antonio Coloma Mellado       | PCon    |
| 1.er. Distrito Metropolitano: Santiago             | 38  | Enrique Cañas Flores              | PCon    |
| 1.er. Distrito Metropolitano: Santiago             | 39  | José Domínguez Echenique          | PCon    |
| 1.er. Distrito Metropolitano: Santiago             | 40  | Pedro Cárdenas Núñez              | PDo     |
| 1.er. Distrito Metropolitano: Santiago             | 41  | Teodoro Agurto Muñoz              | PDo     |
| 1.er. Distrito Metropolitano: Santiago             | 42  | Roberto Barros Torres             | PL      |
| 1.er. Distrito Metropolitano: Santiago             | 43  | Carlos Atienza Pedraza            | PL      |
| 1.er. Distrito Metropolitano: Santiago             | 44  | Andrés Escobar Díaz               | PPN     |
| 1.er. Distrito Metropolitano: Santiago             | 45  | Ángel Faivovich Hitzcovich        | PR      |
| 1.er. Distrito Metropolitano: Santiago             | 46  | Isidoro Muñoz Alegría             | PR      |
| 1.er. Distrito Metropolitano: Santiago             | 47  | Manuel Cabezón Díaz               | PR      |
| 1.er. Distrito Metropolitano: Santiago             | 48  | Jorge Rivera Vicuña               | PR      |
| 1.er. Distrito Metropolitano: Santiago             | 49  | Juan Rossetti Colombino           | PRS     |
| 1.er. Distrito Metropolitano: Santiago             | 50  | Julio Barrenechea Pino            | PS      |
| 1.er. Distrito Metropolitano: Santiago             | 51  | Astolfo Tapia Moore               | PS      |
| 1.er. Distrito Metropolitano: Santiago             | 52  | Luis González Olivares            | PS      |
| 1.er. Distrito Metropolitano: Santiago             | 53  | Jorge González von Marées         | VPS     |
| 2.º. Distrito Metropolitano: Talagante             | 54  | Enrique Alcalde Cruchaga          | PCon    |
| 2.º. Distrito Metropolitano: Talagante             | 55  | Carlos Germán Valdés Riesco       | PCon    |
| 2.º. Distrito Metropolitano: Talagante             | 56  | Óscar Baeza Herrera               | PPN     |
| 2.º. Distrito Metropolitano: Talagante             | 57  | Héctor Muñoz Ayling               | PR      |
| 2.º. Distrito Metropolitano: Talagante             | 58  | Ramiro Sepúlveda Aguilar          | PS      |
| 3.er. Distrito Metropolitano: Puente Alto          | 59  | Julio Pereira Larraín             | PCon    |
| 3.er. Distrito Metropolitano: Puente Alto          | 60  | Luis Arturo Gardeweg Villegas     | PCon    |
| 3.er. Distrito Metropolitano: Puente Alto          | 61  | Luis Armando Rodríguez Quezada    | PR      |
| 3.er. Distrito Metropolitano: Puente Alto          | 62  | Reinaldo Nuñez Álvarez            | PPN     |
| 3.er. Distrito Metropolitano: Puente Alto          | 63  | José Acevedo Briones              | PS      |
| Melipilla San Bernardo Maipo San Antonio           | 64  | Sergio Fernández Larraín          | PCon    |
| Melipilla San Bernardo Maipo San Antonio           | 65  | Rafael Moreno Echavarría          | PCon    |
| Melipilla San Bernardo Maipo San Antonio           | 66  | Simón Olavarría Alarcón           | PS      |
| Melipilla San Bernardo Maipo San Antonio           | 67  | Enrique Madrid Osorio             | PL      |
| Melipilla San Bernardo Maipo San Antonio           | 68  | Raúl Brañes Farmer                | PR      |
| Rancagua Caupolicán San Vicente Cachapoal          | 69  | Salvador Correa Larraín           | PCon    |
| Rancagua Caupolicán San Vicente Cachapoal          | 70  | Francisco Labbé Labbé             | PCon    |
| Rancagua Caupolicán San Vicente Cachapoal          | 71  | Humberto Yáñez Velasco            | PL      |
| Rancagua Caupolicán San Vicente Cachapoal          | 72  | Salvador Ocampo Pastene           | PPN     |
| Rancagua Caupolicán San Vicente Cachapoal          | 73  | Sebastián Santandreu Herrera      | PR      |
| Rancagua Caupolicán San Vicente Cachapoal          | 74  | Carlos Jeremías Gaete Gaete       | PS      |
| San Fernando Santa Cruz Cardenal Caro              | 75  | Jorge Barahona Puelma             | PCon    |
| San Fernando Santa Cruz Cardenal Caro              | 76  | Pedro García de la Huerta Matte   | PL      |
| San Fernando Santa Cruz Cardenal Caro              | 77  | Jorge Urzúa Urzúa                 | PR      |
| San Fernando Santa Cruz Cardenal Caro              | 78  | Luis Videla Salinas               | PS      |
| Curicó Mataquito                                   | 79  | Luis Cabrera Ferrada              | PCon    |
| Curicó Mataquito                                   | 80  | René Benedicto León Echaiz        | PL      |
| Curicó Mataquito                                   | 81  | Cecilio Imable Yens               | PR      |
| Talca Lontué Curepto                               | 82  | Manuel Diez García                | PCon    |
| Talca Lontué Curepto                               | 83  | Camilo Prieto Concha              | PCon    |
| Talca Lontué Curepto                               | 84  | Guillermo Donoso Vergara          | PL      |
| Talca Lontué Curepto                               | 85  | Manuel González Vilches           | PPN     |
| Talca Lontué Curepto                               | 86  | Eliecer Mejías Concha             | PR      |
| Constitución Chanco Cauquenes                      | 87  | Eduardo Alessandri Rodríguez      | PL      |
| Constitución Chanco Cauquenes                      | 88  | Raúl Irarrázaval Lecaros          | PCon    |
| Constitución Chanco Cauquenes                      | 89  | Amílcar Chiorrini Alveti          | PR      |
| Loncomilla Linares Parral                          | 90  | Alberto del Pedregal Artigas      | PA      |
| Loncomilla Linares Parral                          | 91  | Pedro Opaso Cousiño               | PL      |
| Loncomilla Linares Parral                          | 92  | Carlos Rozas Larraín              | PCon    |
| Loncomilla Linares Parral                          | 93  | Víctor Hugo Arias Briones         | PR      |
| San Carlos Itata                                   | 94  | Lucio Aníbal Concha Molina        | PCon    |
| San Carlos Itata                                   | 95  | Manuel Montt Lehuedé              | PL      |
| San Carlos Itata                                   | 96  | Aurelio Benavente Arancibia       | PR      |
| Chillán Bulnes Yungay                              | 97  | Carlos Izquierdo Edwards          | PCon    |
| Chillán Bulnes Yungay                              | 98  | Rafael Cifuentes Latham           | PCon    |
| Chillán Bulnes Yungay                              | 99  | Belisario Troncoso Ibarrondo      | PL      |
| Chillán Bulnes Yungay                              | 100 | Orlando Sandoval Vargas           | PR      |
| Chillán Bulnes Yungay                              | 101 | Roberto Gómez Pérez               | PR      |
| Concepción Talcahuano Tomé Coronel Yumbel          | 102 | Luis Zenón Urrutia Infante        | PCon    |
| Concepción Talcahuano Tomé Coronel Yumbel          | 103 | Fernando Aldunate Errázuriz       | PCon    |
| Concepción Talcahuano Tomé Coronel Yumbel          | 104 | José Bernales Navarro             | PDa     |
| Concepción Talcahuano Tomé Coronel Yumbel          | 105 | Dionisio Garrido Segura           | PDo     |
| Concepción Talcahuano Tomé Coronel Yumbel          | 106 | Justo Zamora Rivera               | PPN     |
| Concepción Talcahuano Tomé Coronel Yumbel          | 107 | Damián Uribe Cárdenas             | PPN     |
| Concepción Talcahuano Tomé Coronel Yumbel          | 108 | Lionel Edwards Atherton           | PR      |
| Concepción Talcahuano Tomé Coronel Yumbel          | 109 | Fernando Maira Castellón          | PR      |
| Concepción Talcahuano Tomé Coronel Yumbel          | 110 | Natalio Berman Berman             | PST     |
| Arauco-Lebu Cañete                                 | 111 | José Cruz Delgado Espinoza        | PPN     |
| Arauco-Lebu Cañete                                 | 112 | Eudocio Rivas Roa                 | PR      |
| La Laja Nacimiento Mulchén                         | 113 | Alberto Matus Chiessa             | PDo     |
| La Laja Nacimiento Mulchén                         | 114 | Joaquín Mardones Bissig           | PCon    |
| La Laja Nacimiento Mulchén                         | 115 | Julio René De La Jara Zúñiga      | PL      |
| La Laja Nacimiento Mulchén                         | 116 | Héctor Barrueto Hermosilla        | PR      |
| Angol Collipulli Curacautín Traiguén Victoria      | 117 | José Gonzalo Jarpa Bisquert       | PCon    |
| Angol Collipulli Curacautín Traiguén Victoria      | 118 | Lisandro Fuentealba Troncoso      | PDa     |
| Angol Collipulli Curacautín Traiguén Victoria      | 119 | Juan Arnoldo Smitmans López       | PL      |
| Angol Collipulli Curacautín Traiguén Victoria      | 120 | José Osorio Navarrete             | PR      |
| Angol Collipulli Curacautín Traiguén Victoria      | 121 | Julio Aníbal Sepúlveda Rondanelli | PR      |
| Angol Collipulli Curacautín Traiguén Victoria      | 122 | Manuel Uribe Barra                | PR      |
| Lautaro Temuco Imperial Pitrufquén Villarrica      | 123 | Manuel Bart Herrera               | PA      |
| Lautaro Temuco Imperial Pitrufquén Villarrica      | 124 | Julián Abel Echavarrí Elorza      | PA      |
| Lautaro Temuco Imperial Pitrufquén Villarrica      | 125 | Gustavo Loyola Vásquez            | PCon    |
| Lautaro Temuco Imperial Pitrufquén Villarrica      | 126 | Moisés Ríos Echague               | PDo     |
| Lautaro Temuco Imperial Pitrufquén Villarrica      | 127 | Alfonso Salazar Ravanal           | PL      |
| Lautaro Temuco Imperial Pitrufquén Villarrica      | 128 | Ramón Olave Acuña                 | PR      |
| Lautaro Temuco Imperial Pitrufquén Villarrica      | 129 | Elías Montecinos Matus            | PR      |
| Lautaro Temuco Imperial Pitrufquén Villarrica      | 130 | Armando Holzapfel Álvarez         | PR      |
| Lautaro Temuco Imperial Pitrufquén Villarrica      | 131 | Narciso Rojas Rodríguez           | PS      |
| Lautaro Temuco Imperial Pitrufquén Villarrica      | 132 | Gustavo Vargas Molinare           | VPS     |
| Valdivia Panguipulli La Unión Río Bueno            | 133 | Jorge Bustos León                 | APL     |
| Valdivia Panguipulli La Unión Río Bueno            | 134 | Carlos Acharán Pérez de Arce      | PL      |
| Valdivia Panguipulli La Unión Río Bueno            | 135 | Carlos Moyano Fuschlocher         | PR      |
| Valdivia Panguipulli La Unión Río Bueno            | 136 | Pedro Castelblanco Agüero         | PR      |
| Valdivia Panguipulli La Unión Río Bueno            | 137 | Eduardo Rodríguez Mazer           | PS      |
| Osorno Río Negro                                   | 138 | Pelegrin Meza Loyola              | PS      |
| Osorno Río Negro                                   | 139 | Quintín Barrientos Villalobos     | PR      |
| Osorno Río Negro                                   | 140 | Jorge Labarca Moreno              | PL      |
| Llanquihue-Puerto Varas Maullín-Calbuco Aysén      | 141 | Alfredo Brahm Appel               | PCon    |
| Llanquihue-Puerto Varas Maullín-Calbuco Aysén      | 142 | Santiago Ernst Martínez           | PS      |
| Llanquihue-Puerto Varas Maullín-Calbuco Aysén      | 143 | Pedro Bórquez Oberreuter          | PR      |
| Ancud Castro Quinchao                              | 144 | Juan Rafael Del Canto Medán       | PL      |
| Ancud Castro Quinchao                              | 145 | Héctor Alejandro Correa Letelier  | PCon    |
| Ancud Castro Quinchao                              | 146 | Exequiel González Madariaga       | PR      |
| Magallanes                                         | 147 | Juan Efraín Ojeda Ojeda           | PS      |

#### Presidentes de la Cámara de Diputados
| Inicio                 | Término                | Presidente | Presidente                   | Partido | Partido |
| ---------------------- | ---------------------- | ---------- | ---------------------------- | ------- | ------- |
| 15 de mayo de 1941     | 27 de mayo de 1941     |            | Raúl Brañes Farmer           |         | PR      |
| 27 de mayo de 1941     | 2 de diciembre de 1941 |            | Pelegrin Meza Loyola         |         | PS      |
| 2 de diciembre de 1941 | 4 de julio de 1944     |            | Pedro Castelblanco Agüero    |         | PR      |
| 4 de julio de 1944     | 15 de mayo de 1945     |            | Sebastián Santandreu Herrera |         | PR      |

## Elección delSenado

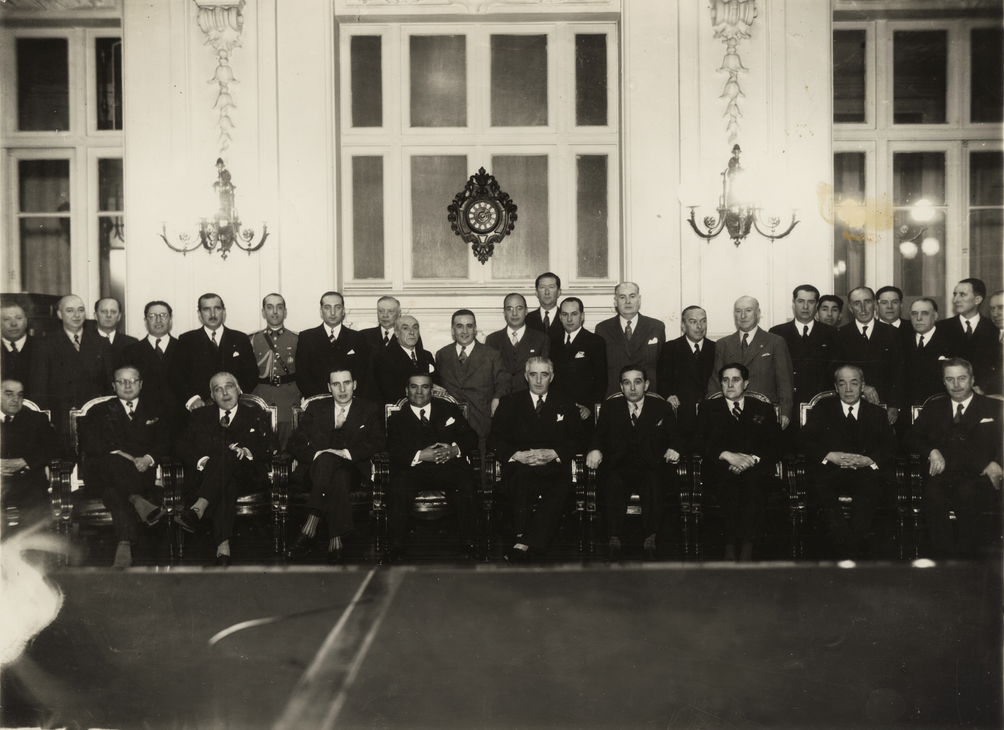
El presidente Juan Antonio Ríos con los miembros del Senado en 1942.

### Resultados
| Partido                      | Sigla                  | Votos   | %?      | Sen.? | %?      |
| ---------------------------- | ---------------------- | ------- | ------- | ----- | ------- |
| Partido Conservador          | PCon                   | 52 450  | 22,46 % | 5     | 25,00 % |
| Partido Radical              | PR                     | 49 719  | 21,29 % | 6     | 30,00 % |
| Partido Liberal              | PL                     | 37 965  | 16,26 % | 3     | 15,00 % |
| Partido Socialista           | PS                     | 37 857  | 16,21 % | 2     | 10,00 % |
| Partido Progresista Nacional | PPN                    | 28 449  | 12,18 % | 3     | 15,00 % |
| Partido Democrático          | PDo                    | 12 924  | 5,54 %  | 0     | 0,00 %  |
| Partido Laborista            | PLa                    | 5877    | 2,52 %  | 0     | 0,00 %  |
| Partido Agrario              | PA                     | 3855    | 1,65 %  | 1     | 5,00 %  |
| Partido Demócrata            | PD                     | 2399    | 1,03 %  | 0     | 0,00 %  |
| Falange Nacional             | FN                     | 1228    | 0,53 %  | 0     | 0,00 %  |
| Alianza Popular Libertadora  | APL                    | 762     | 0,33 %  | 0     | 0,00 %  |
| Total de votos válidos       | Total de votos válidos | 233 485 | 100 %   |       |         |

### Listado de senadores 1941-1945
Las provincias que escogían senadores en esta elección para el período 1941-1949 fueron: Atacama y Coquimbo; Santiago; Curicó, Talca y Maule; Biobío, Malleco y Cautín, que se encuentran destacadas en celdas oscuras y en negrilla en el siguiente cuadro de distribución.
Las provincias restantes que se encuentran en el listado que a continuación se entrega, corresponden a los senadores del período 1937-1945, que mantuvieron su escaño desde la elección inmediatamente anterior (1937).
| Provincias                                  | N.º | Senador                          | Partido |
| ------------------------------------------- | --- | -------------------------------- | ------- |
| Tarapacá Antofagasta                        | 1   | Fernando Alessandri Rodríguez    | PL      |
| Tarapacá Antofagasta                        | 2   | Miguel Cruchaga Tocornal         | PCon    |
| Tarapacá Antofagasta                        | 3   | Elías Lafertte Gaviño            | PPN     |
| Tarapacá Antofagasta                        | 4   | Osvaldo Hiriart Corvalán         | PR      |
| Tarapacá Antofagasta                        | 5   | Carlos Alberto Martínez          | PS      |
| Atacama Coquimbo                            | 6   | Humberto Álvarez Suárez          | PR      |
| Atacama Coquimbo                            | 7   | Isauro Torres Cereceda           | PR      |
| Atacama Coquimbo                            | 8   | Hernán Videla Lira               | PL      |
| Atacama Coquimbo                            | 9   | Eliodoro Domínguez Domínguez     | PS      |
| Atacama Coquimbo                            | 10  | Guillermo Guevara Vargas         | PPN     |
| Aconcagua Valparaíso                        | 11  | Manuel Muñoz Cornejo             | PCon    |
| Aconcagua Valparaíso                        | 12  | Eleodoro Guzmán Figueroa         | PR      |
| Aconcagua Valparaíso                        | 13  | Hugo Grove Vallejo               | PS      |
| Aconcagua Valparaíso                        | 14  | Celso Cruzat Ortega              | PR      |
| Aconcagua Valparaíso                        | 15  | Enrique Bravo Ortiz              | PL      |
| Santiago                                    | 16  | Eduardo Cruz-Coke Lassabe        | PCon    |
| Santiago                                    | 17  | Carlos Contreras Labarca         | PPN     |
| Santiago                                    | 18  | Gustavo Jirón Latapiat           | PR      |
| Santiago                                    | 19  | Horacio Walker Larraín           | PCon    |
| Santiago                                    | 20  | Marmaduke Grove Vallejo          | PS      |
| O'Higgins Colchagua                         | 21  | Florencio Durán Bernales         | PR      |
| O'Higgins Colchagua                         | 22  | Fidel Segundo Estay Cortés       | PDo     |
| O'Higgins Colchagua                         | 23  | Héctor Rodríguez de la Sotta     | PCon    |
| O'Higgins Colchagua                         | 24  | Manuel Ossa Covarrubias          | PCon    |
| O'Higgins Colchagua                         | 25  | Óscar Valenzuela Valdés          | PL      |
| Curicó Talca Linares Maule                  | 26  | Ulises Correa Correa             | PR      |
| Curicó Talca Linares Maule                  | 27  | Ernesto Cruz Concha              | PCon    |
| Curicó Talca Linares Maule                  | 28  | Maximiano Errázuriz Valdés       | PCon    |
| Curicó Talca Linares Maule                  | 29  | Pedro Opaso Letelier             | PL      |
| Curicó Talca Linares Maule                  | 30  | Amador Pairoa Trujillo           | PPN     |
| Ñuble Concepción Arauco                     | 31  | Guillermo Azócar Álvarez         | PS      |
| Ñuble Concepción Arauco                     | 32  | José Francisco Urrejola Menchaca | PCon    |
| Ñuble Concepción Arauco                     | 33  | Gustavo Rivera Baeza             | PL      |
| Ñuble Concepción Arauco                     | 34  | Alberto Moller Bordeu            | PR      |
| Ñuble Concepción Arauco                     | 35  | Julio Eduardo Martínez Montt     | PDo     |
| Biobío Malleco Cautín                       | 36  | Rudecindo Ortega Mason           | PR      |
| Biobío Malleco Cautín                       | 37  | Darío Barrueto Molinet           | PR      |
| Biobío Malleco Cautín                       | 38  | Gregorio Amunátegui Jordán       | PL      |
| Biobío Malleco Cautín                       | 39  | Joaquín Prieto Concha            | PCon    |
| Biobío Malleco Cautín                       | 40  | Humberto del Pino Pereira        | PA      |
| Valdivia Llanquihue Chiloé Aysén Magallanes | 41  | Alfonso Bórquez Pérez            | PR      |
| Valdivia Llanquihue Chiloé Aysén Magallanes | 42  | Carlos Haverbeck Richter         | PL      |
| Valdivia Llanquihue Chiloé Aysén Magallanes | 43  | Luis Ambrosio Concha Rodríguez   | PR      |
| Valdivia Llanquihue Chiloé Aysén Magallanes | 44  | Alejo Lira Infante               | PCon    |
| Valdivia Llanquihue Chiloé Aysén Magallanes | 45  | José Maza Fernández              | PL      |

#### Presidentes del Senado
| Inicio             | Término            | Presidente | Presidente                       | Partido | Partido |
| ------------------ | ------------------ | ---------- | -------------------------------- | ------- | ------- |
| 15 de mayo de 1941 | 27 de mayo de 1941 |            | Miguel Cruchaga Tocornal         |         | PCon    |
| 27 de mayo de 1941 | 23 de mayo de 1944 |            | Florencio Durán Bernales         |         | PR      |
| 23 de mayo de 1944 | 31 de mayo de 1944 |            | Pedro Opaso Letelier             |         | PL      |
| 31 de mayo de 1944 | 15 de mayo de 1945 |            | José Francisco Urrejola Menchaca |         | PCon    |